# Rolando Morán
Ricardo Arnoldo Ramírez de León (29 de dezembro de 1929, Quetzaltenango – 11 de setembro de 1998, Cidade da Guatemala) foi  o primeiro líder do URNG, um grupo guerrilheiro da Guatemala, que atualmente é um partido político
Ramírez começou a luta armada na Guatemala após o país ter sofrido um golpe de estado em 1954, quando o presidente Jacobo Guzmán foi deposto pelo exercito guatemalteco com apoio do governo dos EUA e a CIA. Ele foi um dos organizadores da guerrilha, que mais tarde se uniram a outras quatro organizações e mais tarde formariam o URNG.
Ao longo dos anos 60 e 70 criou o EGP – Ejército Guerrillero de los Pobres e comandou a FAR - Fuerzas Armadas Rebeldes, grupos guerrilheiros de ideologias marxistas - lenistas socialista, que lutaram contra o governo militar instaurado em 1964.

## Referencias
- http://www.latinamericanstudies.org/guerrilla/muerte.htm
- http://wikiguate.com.gt/rolando-moran/